# Ikeda (Osaka)
Ikeda (池田市?, Ikeda-shi) è una città giapponese della prefettura di Osaka.